# Malalai Joya

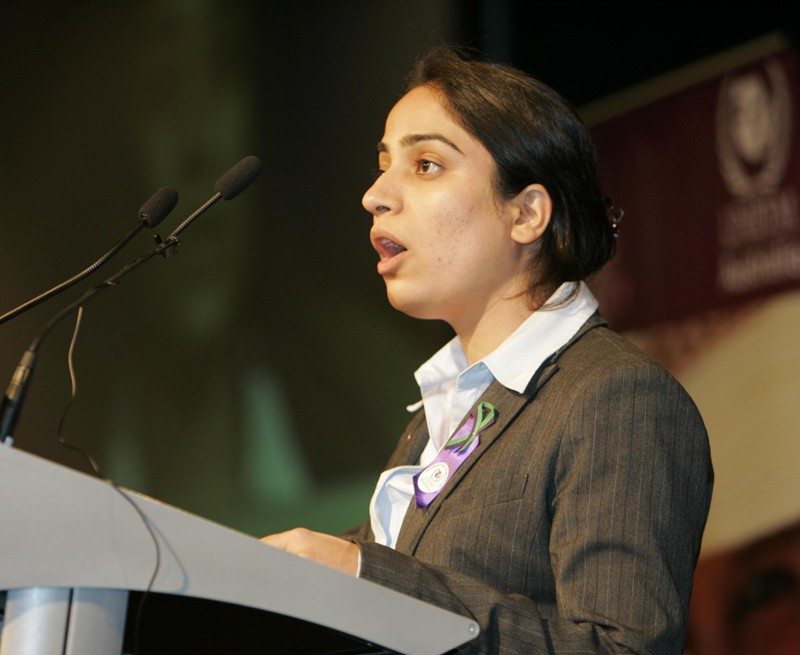
Malalai Joya tijdens een toespraak in Australië in 2007

Malalai Joya (Pasjtoe: ملالی جویا) (Farah, 25 april 1978) is een Afghaanse politica en mensenrechtenactiviste die ook wel 'de moedigste vrouw in Afghanistan' is genoemd. In eigen land geldt ze als controversieel en staat ze bekend om de heftige reacties die zij met haar scherpe kritieken en krasse uitspraken oproept. Met name in het buitenland wordt zij gezien als een onverschrokken boegbeeld van de emancipatie van de Afghaanse vrouw. Gebruik makend van haar spreekrecht als gekozen volksvertegenwoordigster in het parlement voor de zuidwestelijke provincie Farah hekelde zij openlijk de aanwezigheid aldaar van andere leden die zij als krijgsheren en oorlogsmisdadigers aanmerkt.
Malalai (Joya is haar voornaam) verloor tijdens de burgeroorlog in Afghanistan zes van haar familieleden bij een raketaanval. Ze groeide op in vluchtelingenkampen in Iran en Pakistan.

## Politieke loopbaan
Van jongs af aan was ze een onvermoeibaar strijdster voor emancipatie en politieke bewustwording van de Afghaanse vrouwen. Ze gaf alfabetiseringscursussen aan vrouwen die niet naar school mochten en richtte een gezondheidscentrum op voor vrouwen die niet naar een ziekenhuis mochten.
Reeds toen zij in december 2003 deelnam aan de Loya Jirga, de grondwetgevende Afghaanse raad van stamoudsten, rees de noodzaak onder speciale bescherming van de Verenigde Naties te worden gesteld nadat voor haar veiligheid werd gevreesd omdat zij regionale krijgsheren in deze raad tegen zich in het harnas had gejaagd. Ze had de regionale krijgsheren en vroegere leiders van de moedjahedien criminelen genoemd en gezegd dat zij voor een internationaal tribunaal moesten worden gesleept. "Waarom hebben jullie nu weer die misdadigers die rampspoed over het Afghaanse volk hebben gebracht uitgekozen als commissievoorzitters?" had Malalai Joya geroepen. "Volgens mij horen ze thuis voor een internationaal gerechtshof" Ze doelde kennelijk op afgevaardigden als oud-president Burhanuddin Rabbani, een van de krijgsheren van de Noordelijke Alliantie, en de islamist Abdul Rasul Sayyaf.
Haar woede-uitbarsting ontketende een schreeuwpartij van conservatieve afgevaardigden, die haar uitmaakten voor "communiste" en haar verwijdering eisten. Volgens de mensenrechtenorganisatie Amnesty International werd Joya door sommige leden van de raad met de dood bedreigd. De voorzitter van de raad verloor zijn geduld en wilde haar uit de zaal laten zetten, opmerkend dat haar stem toch maar "de helft waard" zou zijn van die van een man.
Bij de parlementsverkiezingen in september 2005 behaalde Malalai op 25-jarige leeftijd haar zetel in het Lagerhuis, dat bij de installatie in november 2005 werd omschreven als "een bonte en onvoorspelbare verzameling politici, onder wie voormalige krijgsheren, vermoedelijke drugsbazen, voormalige Taliban-leden, ex-communisten en vrouwenactivisten". Malalai maakte bij de installatie meteen van de gelegenheid gebruik te protesteren tegen de cultuur van straffeloosheid. "Misdadigers zijn misdadigers", zei ze tegen de BBC. "Communisten, moedjahedien of Taliban, als ze onze mensen hebben vermoord, moeten ze worden berecht.".
In mei 2006 werd zij tijdens een zitting van het parlement aangevlogen, toen ze in een rede wederom de krijgsheren de schuld gaf van de dood van tienduizenden onschuldige burgers tijdens de burgeroorlog. Ook stelde ze dat in het parlement voormalige krijgsheren en aanhangers van de taliban zouden zitten die geen parlementariërs zouden mogen zijn. Na haar woorden stond voormalig moedjahedienleider Alam Khan Ezadi op en vroeg de parlementsvoorzitter waarom hij toestond dat de moedjahedien werden beledigd, "de strijders die hun leven hebben geofferd om de Sovjets en het terrorisme te verslaan." Meerdere medestanders van Ezadi verlieten het parlement. Joya verdedigde zich door te zeggen dat ze onderscheid had gemaakt tussen "'goede' moedjahedien", die in de jaren 80 tegen de Sovjets vochten, en "criminele krijgsheren die uit zijn op geld en macht".
Tegen het persbureau Associated Press verklaarde Joya dat enkele vrouwelijke parlementsleden haar met lege waterflessen zouden hebben geslagen en dat mannelijke volksvertegenwoordigers bedreigingen uitten en haar beledigden. "Zij zeiden: Wij zullen haar verkrachten. Zij zeiden dat in het parlement". Volgens haar had een groep parlementsleden afgesproken om na of tijdens haar toespraak zo veel kabaal te maken dat voortaan kritiek op oud-krijgsheren wel achterwege zou worden gelaten. Ezadi ontkende dat Joya in het parlement was bedreigd met verkrachting of de dood. Gematigde parlementariërs van het Lagerhuis vormden een kring om haar te beschermen. Het tumultueuze incident was te zien geweest op de Afghaanse tv. Een van de krijgsheren zou medestanders letterlijk opdracht hebben gegeven Joya "dood te steken". Joya zei de bedreigingen niet te vrezen. "Ze doden me misschien, en snijden mijn keel door. Ik zal me blijven uitspreken tegen de criminelen, tegen de drugdealers." Laconiek stelde ze ook: "Ze weten heel goed dat we nooit zullen zwijgen. Ik laat me niet bang maken. Iedereen overlijdt een keer". Eerder zei ze tegen de BBC "Je kunt de bloem afknippen, maar daarmee hou je de komst van de lente niet tegen". Ook gingen haar tegen- en medestanders met elkaar op de vuist. In verband met de bedreigingen zou ze vervolgens genoodzaakt zijn geweest drie lijfwachten in te huren en elke nacht op een ander adres hebben geslapen

## Schorsing
In mei 2007 werd Joya geschorst als parlementslid omdat zij mede-volksvertegenwoordigers zou hebben beledigd in een televisie-interview. Ze haalde zich de woede van haar collega's op de hals door het parlement "dierentuin" en "erger dan een stal" te noemen. De parlementsleden, merendeels vertegenwoordigers van conservatieve islamitische partijen en voormalige krijgsheren, bekeken voor hun stemming een video-opname van een interview waarin Joya de gewraakte vergelijking maakte: ""Een stal is beter, want daar heb je een hond die trouw is, een ezel die een last kan dragen en een koe die melk geeft. Ze zijn erger dan koeien en ezels - het zijn draken."
Het Lagerhuis besloot bij een stemming middels handopsteken het lidmaatschap van Joya op te schorten tot het einde van de zittingstermijn van het parlement, in 2010. Haar opmerkingen zouden ook worden voorgelegd aan de rechter. Volgens Joya zelf was de schorsing een "politieke samenzwering" en werd artikel 70 van het reglement, de clausule op grond waarvan zij werd geschorst, speciaal voor haar geschreven.

## Bezoek aan Nederland
In mei 2008 bracht Malalai Joya voor de tweede maal een bezoek aan Nederland voor een aantal lezingen en gesprekken. Op zaterdag 24 mei 2008 bezocht zij een bijeenkomst van IFOR en Women for Peace Programme in Den Haag. Daar zou zij tevens een gesprek hebben met minister Koenders van Ontwikkelingssamenwerking, maar wegens diens verblijf in Birma sprak zij met een van zijn naaste medewerkers. Op zondag 25 mei hield zij op uitnodiging van COS Zeeland een lezing in het Schuttershoftheater in Middelburg over vrede, veiligheid en conflictbeheersing. Tijdens haar bezoek vroeg ze ook aandacht voor de zaak van de 23-jarige Afghaanse journalist Sayed Perwiz Kambakhsh, die in januari 2008 ter dood werd veroordeeld voor het downloaden en verspreiden van een kritisch artikel over de islam. Eigenlijk had Malalai Joya helemaal niet in Europa mogen zijn, als het aan haar tegenstanders in het Afghaanse parlement had gelegen: tegelijk met haar schorsing wegens 'belediging van parlementsleden', nam de volksvertegenwoordiging ook haar paspoort af. Verstopt onder een boerka zou ze erin zijn geslaagd over land naar een buurland te reizen en daar het vliegtuig te nemen naar onder meer Denemarken en Nederland. Omtrent haar ongezouten kritiek verklaarde ze: "Ik werp me op als stem van de stemlozen. Buiten het parlement heb ik veel aanhangers en zij zouden het niet begrijpen als ik mijn boodschap zou zoeten met honing.". Op 24 mei 2008 zond de actualiteitenrubriek EénVandaag (AVRO/TROS) een portret van haar uit.
Tijdens haar bezoek aan Nederland verklaarde ze er bewust voor te kiezen in Afghanistan te blijven, in plaats van bijvoorbeeld asiel aan te vragen in Nederland. "Dan zou mijn geest toch daar zijn. Afghanistan heeft een jonge generatie nodig om vrede en veiligheid te creëren. Ik kan niet anders dan mijn stem laten horen tegen een parlement met misdadigers dat door de VS wordt gesteund. Maar met de zogenaamde strijd tegen terrorisme is ons volk niet geholpen". Volgens haar zou de situatie voor de bevolking in Afghanistan na de verdrijving van de Taliban niet werkelijk verbeterd zijn en ze staafde dat met voorbeelden van zelfdoding en verkoop van baby's uit wanhoop. "Maar zoals je de zon niet kunt verbergen, zal ook de waarheid ooit blijken". Een andere metafoor waarmee ze haar vastberadenheid tot uiting brengt, luidde opnieuw: "Zelfs als de misdadige overheersers alle bloemen vernietigen, zullen ze de lente niet kunnen tegenhouden.".
Kort na haar bezoek aan Nederland werd er in de Tweede Kamer gedebatteerd over haar veiligheid en wat Nederland daarvoor zou kunnen betekenen. Minister Verhagen van Buitenlandse Zaken zou er bij de Afghaanse autoriteiten op aandringen dat zij haar zouden beveiligen. Verhagen was echter niet van plan de beveiliging van de politica over te nemen, zoals de SP en de PVV hadden voorgesteld. "Nederland kan en moet dat niet doen", stelde hij. "Dat brengt de Nederlandse militairen in Afghanistan in een onmogelijke positie. Het is de verantwoordelijkheid van de Afghaanse autoriteiten zelf.".
In maart 2009 bezocht zij Nederland opnieuw, voor het bijwonen van de vijfde editie van de manifestatie Eenheid is Kracht Awards, ter promotie van culturele diversiteit en gelijkheid in de wereld in de Cruise Terminal Rotterdam. Ze werd er onthaald als winnares van de Internationale Anti-discriminatie Award.

## Sacharovprijs
Najaar 2007 was Joya een van de genomineerden voor de Sacharovprijs (de Sakharov Prize for Freedom of Thought), de jaarlijkse prijs van het Europees Parlement voor mensenrechten. Andere kandidaten waren de vermoorde Russische journaliste Anna Politkovskaja, de Soedanese mensenrechtenadvocaat Salih Mahmoud Osram, de Chinese 'cyberdissidente' Zeng Jingan en de mensenrechtenactivist Hu Jia en de Turks-Griekse kerkleider Bartholomeus. De prijs werd uiteindelijk toegekend aan de Soedanese kandidaat.
In 2008 werd de prijs alsnog toegekend aan Malalai Joya.

## Film
De Deense filmmaakster Eva Mulvad volgde in Enemies of Happiness (Deense titel: Vores lykkes fjender) Malalai Joya tijdens haar verkiezingscampagne in 2005. Joya spoort daarin vrouwen aan niet te stemmen op kandidaten die hun rechten schenden en biedt hulp aan vrouwen die in de problemen zitten, zoals een vrouw die door haar verslaafde man werd mishandeld en een meisje dat door een oudere opiumhandelaar tot een huwelijk werd gedwongen. Mulvad legde Joya's strijd vast zonder interviews en commentaar, waardoor haar persoonlijke drijfveren nauwelijks aan de orde kwamen. De film werd vertoond tijdens het International Documentary Filmfestival Amsterdam in 2006. De filmprijs de Zilveren Wolf ging naar deze reportage. De jury vond dat Mulad "krachtige empathie met het onderwerp bewerkstelligde". De film werd in februari 2007 op de Nederlandse televisie vertoond (Tegenlicht, VPRO) onder de Nederlandse titel Vijanden van het geluk.

## Biografie
In juli 2009 verscheen de Britse editie van haar voorlopige biografie Raising my voice. In oktober 2009 zal van dit boek nog een andere Engelstalige editie verschijnen bij een uitgever in de Verenigde Staten, waarschijnlijk onder de titel A Woman Among Warlords - The Extraordinary Story Of An Afghan Who Dared To Raise Her Voice. Bij de presentatie van het boek in Engeland betitelde Malalai Joya zich als "vluchteling in eigen land". In verband met haar veiligheid werd gewezen op de recente moorden op andere vrouwen die zich in Afghanistan hadden ingezet voor de rechten van vrouwen, zoals Sitara Achakzai, Malalai Kakar en Safia Amajan.
Kort na de verschijning van haar biografie gaf Malalai Joya op haar telkens wisselendee onderduikadressen enkele interviews aan westerse journalisten, waarin ze verklaarde de presidentsverkiezingen in Afghanistan in augustus 2009 onder de heersende omstandigheden "zinloos" te vinden: "Het komt er niet op aan wie er stemt, maar op wie de stemmen telt".